# Uwe Scholz
Pour les articles homonymes, voir Scholz.
Uwe Scholz, né le 31 décembre 1958 à Seeheim-Jugenheim (Hesse) et mort le 21 novembre 2004 à Berlin, était un danseur, chorégraphe et directeur de compagnie allemand.

## Carrière
Scholz a été formé de 1973 à 1979 à Stuttgart par John Cranko et Marcia Haydée. Il reçut son premier contrat en tant que chorégraphe là-bas en 1980. Deux ans plus tard, à la suite de la mort de John Cranko, il est nommé chef chorégraphe du Ballet de Stuttgart.
De 1985 à 1991, Scholz devient chef chorégraphe de l'Opéra de Zurich ; du haut de ses 26 ans, il était alors devenu le plus jeune directeur de ballet européen.
De 1991 jusqu'à sa mort, en 2004, il était chef chorégraphe de l'Opéra de Leipzig. Uwe Scholz a créé des ballets de réputation internationale, dont entre autres :
- Die Schöpfung de Joseph Haydn
- La Messe en ut mineur (Die Große Messe in c-Moll)[1]
- Pax Questuosa d'Udo Zimmermann
- La Symphonie fantastique d'Hector Berlioz
- Le Rouge et le Noir d'après l'œuvre de Stendhal

ainsi que des interprétations des œuvres de Bach et des symphonies d'Anton Bruckner, Ludwig van Beethoven, Robert Schumann et Serge Prokofiev.
En 1993, il fut nommé professeur à l'École supérieure de musique et de théâtre Felix Mendelssohn Bartholdy de Leipzig. En outre, il faisait partie des membres fondateurs de la Freie Akademie der Künste de Leipzig.
Scholz a été connu avant tout pour ses ballets symphoniques. Depuis 1977, ce sont plus de 100 ballets qu'il a chorégraphié, classiques et modernes. Sa grande musicalité, sa sensibilité artistique et sa chaleur, tout comme l'élégante ligne de conduite de ses œuvres, même avec de grands ensembles, ont contribué à son succès à travers toute l'Allemagne.
Il a entre autres chorégraphié des ballets pour la Scala de Milan, le Wiener Staatsoper, les Ballets de Monte-Carlo, le Ballet de Stuttgart.
Sa dernière grande chorégraphie était celle du Sacre du printemps ainsi que Scholz Notizen I. Il a créé une chorégraphie du Sacre du printemps pour un grand ensemble à Leipzig, ainsi que deux versions pour solistes, sur l'adaptation pour 2 pianos qu'avait faite Igor Stravinsky de sa propre œuvre. D'autres représentations sous le titre Notizen II et Notizen III, ainsi que des chorégraphies de L'Anneau du Nibelung de Richard Wagner étaient prévues.
À l'été 2004, à la suite de restrictions budgétaires, il y a eu une réduction de sa compagnie de l'Opéra de Leipzig, et l'école de ballet rattachée à l'Opéra était menacée de fermeture pour cause de divergences d'opinions entre Scholz, la ville de Leipzig et l'Opéra de Leipzig.
Il fut décidé à ce moment-là que Scholz resterait chef chorégraphe jusqu'à la fin de la saison 2005-2006, mais qu'il devrait prendre un congé sabbatique d'un an. Peu après, Uwe Scholz rendit publique sa décision de se retirer de la vie artistique, pour des raisons de santé. Il souffrait en effet de problèmes psychologiques et d'alcoolisme depuis plusieurs années.
Scholz souffrait d'une maladie du pancréas qui mettait ses jours en danger lorsqu'il a été admis le 21 novembre 2004 dans une clinique des environs de Berlin, pour cause de pneumonie aigüe, dont il décéda.
Sa tombe se trouve à Lützelbach dans la région d'Odenwald.
Le Canadien Paul Chalmer pris en 2005-2006 la relève de Uwe Scholz à la direction artistique du Ballet de Leipzig.

## Filmographie
En 2007, un film documentaire intitulé Seelenlandschaften, Der Choreograph Uwe Scholz a été tourné. Ce film a été diffusé aux festivals de Prague, de Milan et de Biarritz,,.
Scholz est également apparu dans le film documentaire de la ZDF intitulé West-Östliches Tanztheater – Von neuen und « alten » Choreographen in neuen und alten Bundesländern (1992).
Sa chorégraphie du Sacre du printemps est sortie en 2008 en DVD et a été diffusée à une échelle internationale.

## Récompenses
- Omaggio Alla Danza (1987)
- Bundesverdienstkreuz (1996)
- Theaterpreis der Bayerischen Staatsregierung in der Sparte Tanz (1998)
- Deutscher Tanzpreis (1999)[8]